# Коле Бароне (Кјети)
Коле Бароне (итал. Colle Barone) је насеље у Италији у округу Кјети, региону Абруцо.
Према процени из 2011. у насељу је живело 248 становника. Насеље се налази на надморској висини од 551 м.